# Beania cylindrica
Beania cylindrica is een mosdiertjessoort uit de familie van de Beaniidae. De wetenschappelijke naam van de soort is voor het eerst geldig gepubliceerd in 1886 door Hincks.